# Kościół św. Jana Chrzciciela w Nowym Gierałtowie
Kościół św. Jana Chrzciciela w Nowym Gierałtowie – zabytkowy kościół parafialny we wsi Nowy Gierałtów.

## Historia
Barokowy kościół przebudowany w drugiej połowie XVIII, XIX w.,  kryty dachem dwuspadowym z wieżą zwieńczoną hełmem.